# Le Témoin invisible
Pour plus de détails, voir Fiche technique et Distribution.
Le Témoin invisible (Il testimone invisibile) est un giallo italien coécrit et réalisé par Stefano Mordini, sorti en 2018.
Il s'agit du remake italien du film espagnol L'Accusé de Oriol Paulo, sorti un an auparavant. 

## Synopsis
À Milan, élu « entrepreneur de l'année », Adriano Doria mène la belle vie. Il est riche et vit dans une luxueuse maison avec son épouse et leur fille. Pourtant, il leur cache qu'il couche avec une autre femme, Laura. Un jour, sa carrière vole en éclats. Un matin, dans une chambre d'hôtel, il se réveille au côté du cadavre de sa maîtresse. Il est aussitôt arrêté. Accusé du meurtre, il se déclare innocent. Placé en liberté surveillée à domicile, pour se défendre, il doit absolument échafauder une stratégie de défense en vue de l'inévitable interrogatoire avec une pénaliste que lui a conseillé son avocat : la célèbre Virginia Ferrara. Elle est notamment réputée pour avoir gagné tous ses procès. Pour tenter de prouver son innocence et trouver le véritable meurtrier, il lui raconte sa version des faits et remonte aux événements qui ont précédé la nuit du meurtre de Laura...  

## Fiche technique
- Titre original : Il testimone invisibile
- Titre français : Le Témoin invisible
- Réalisation : Stefano Mordini
- Scénario : Stefano Mordini et Massimiliano Catoni
- Montage : Massimo Fiocchi
- Musique : Fabio Barovero
- Photographie : Luigi Martinucci
- Production : Roberto Sessa
- Sociétés de production : Warner Bros. Entertainment Italia et Picomedia
- Société de distribution : Warner Bros. Entertainment Italia
- Pays de production :  Italie
- Langue originale : italien
- Format : couleur - 2.35:1
- Genre : giallo
- Durée : 102 minutes
- Dates de sortie :
  - Italie : 13 décembre 2018
  - France : 13 novembre 2019 (VOD)

## Distribution
- Riccardo Scamarcio : Adriano Doria
- Paola Sambo : Virginia Ferrara
- Miriam Leone : Laura Vitale
- Fabrizio Bentivoglio : Tommaso Garri
- Maria Paiato : Elvira Garri
- Sara Cardinaletti : Sonia
- Nicola Pannelli : Paolo
- Sergio Romano : l'agent de l'interrogatoire
- Gerardo De Blasio : Daniele Garri